# (16515) Усманьград
(16515) Усманьград (лат. Usmanʹgrad) — типичный астероид главного пояса, открыт 15 ноября 1990 года советским астрономом Людмилой Черных в Крымской астрофизической обсерватории и 15 июня 2011 года назван в честь города Усмани.

## Обнаружение и именование
(16515) Усманьград
Открыт 15 ноября 1990 года в Крымской астрофизической обсерватории Л. И. Черных.
Усмань — старинный город в России, основанный в 1645 году. Место рождения ряда выдающихся людей: известного физика и лауреата Нобелевской премии Н. Г. Басова (1922—2001), этнографа Б. П. Княжинского (1892—1975), астронома и первооткрывателя малых планет Н. С. Черных (1931—2004).
Оригинальный текст (англ.)16515 Usmanʹgrad
Discovered 1990 Nov. 15 by L. I. Chernykh at the Crimean Astrophysical Observatory.
Usmanʹ is an old town in Russia, founded in 1645, and birth place of a number of notable people: famous physicist and Nobel Prize winner, N. G. Basov (1922—2001); the ethnographer, B. P. Knyazhinskij (1892—1975); and astronomer and discoverer of minor planets, N. S. Chernykh (1931—2004).
Источники: 20110615/MPCPages.arc; M.P.C. 75350.

## Орбита

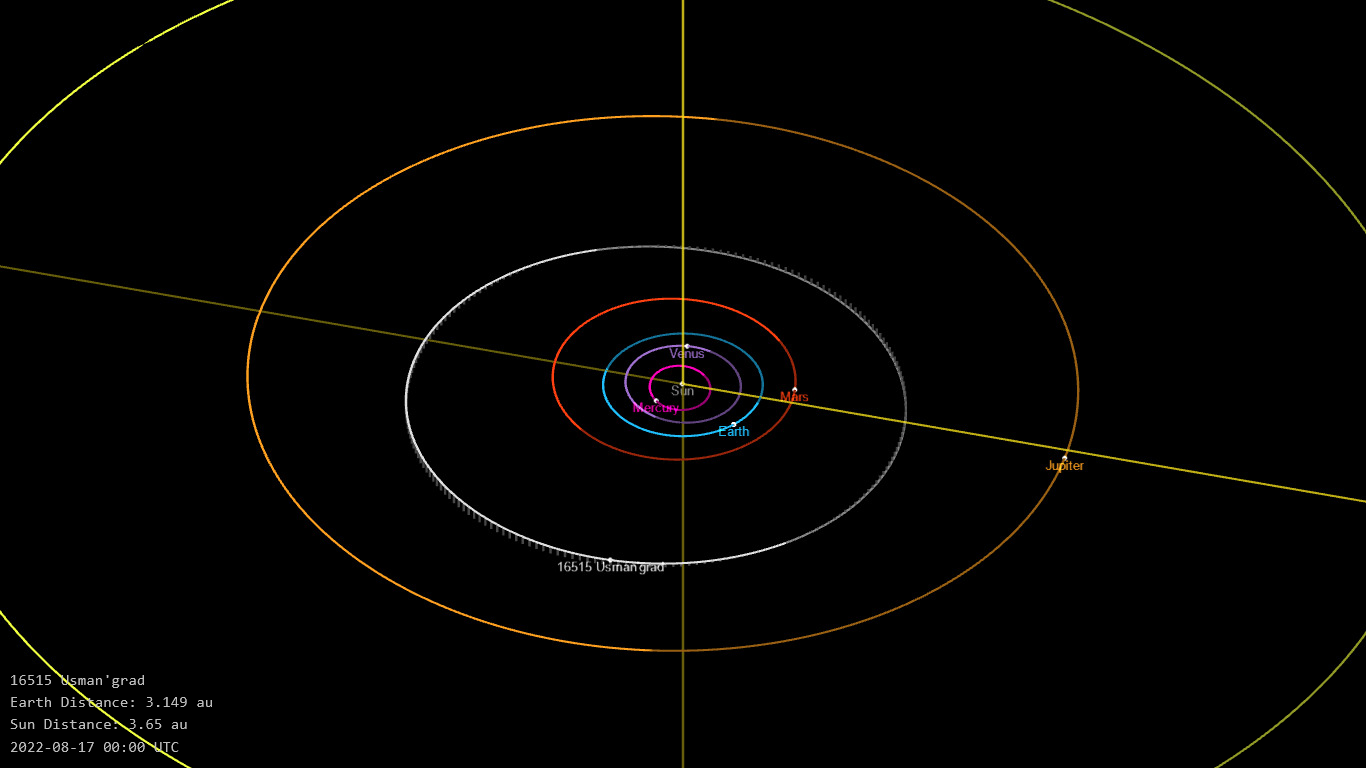
Орбита астероида Усманьград и его положение в Солнечной системе

## Физические характеристики
Астероид относится к таксономическому классу C.
По результатам наблюдений в видимом и ближнем инфракрасном диапазоне космического телескопа NEOWISE диаметр астероида оценивался равным 10,960±0,218 км. Согласно тем же источникам альбедо оценивается как 0,0928±0,0336 и 0,093±0,034.